# Municipio de Battle Hill
El municipio de Battle Hill (en inglés: Battle Hill Township) es un municipio ubicado en el condado de McPherson en el estado estadounidense de Kansas. En el año 2010 tenía una población de 104 habitantes y una densidad poblacional de 1,12 personas por km².

## Geografía
El municipio de Battle Hill se encuentra ubicado en las coordenadas 38°29′1″N 97°25′22″O / 38.48361, -97.42278. Según la Oficina del Censo de los Estados Unidos, el municipio tiene una superficie total de 93.03 km², de la cual 92,66 km² corresponden a tierra firme y (0,4 %) 0,37 km² es agua.

## Demografía
Según el censo de 2010, había 104 personas residiendo en el municipio de Battle Hill. La densidad de población era de 1,12 hab./km². De los 104 habitantes, el municipio de Battle Hill estaba compuesto por el 97,12 % blancos, el 0,96 % eran amerindios, el 0,96 % eran de otras razas y el 0,96 % eran de una mezcla de razas. Del total de la población el 0,96 % eran hispanos o latinos de cualquier raza.